# Московська приватна російська опера
Московська приватна російська опера (Московская частная русская опера) — оперний театр у Москві в 1885—1904 роках. Носив численні назви: в 1885—1888 «Театр Кроткова», в 1896 — 1899 — «Приватна опера Вінтер», в 1900 — 1904 — «товариство приватної опери», «Московське товариство артистів приватної російської опери». Відомий також як Мамонтовська опера . Всі ці колективи об'єднувала фінансова та моральна підтримка Сави Мамонтова.

## Історія
Історію Приватної російської опери прийнято відраховувати від 9 січня 1885 року, коли вона відкрилася під назвою «Приватної опери Кроткова»; спектаклі йшли до кінця сезону 1886—1887 року. Трупа складалася з російських та італійських співаків. 
В 1888—1892 роках Мамонтов підтримував московську «Італійську оперу». 
В 1894—1895 роках опера Клавдії Вінтер ставила вистави в Театрі Панаєва в Санкт-Петербурзі. Серед співаків були Федір Шаляпін, Надія Забіла, Тетяна Любатовіч; декораціями та костюмами займався Михайло Врубель. 
Влітку 1896 року опера поновила спектаклі в Нижньому Новгороді, а 8 вересня відкрила зимовий сезон в будівлі театру Солодовникова під назвою Російської приватної опери Клавдії С. Вінтер. Мамонтов став неофіційним керівником театру (і залишався ним до кінця сезону 1898—1899 років). 
20 січня 1898 року театр Солодовникова був пошкоджений пожежею, трупа переїхала в Інтернаціональний театр, а з лютого по квітень перебувала на своїх перших гастролях у Санкт-Петербурзі. 
У березні-квітні 1899 року пройшли другі гастролі в Санкт-Петербурзі. У тому ж році перевірка виявила серйозні фінансові проблеми в компанії Мамонтова (Московсько-Ярославської залізниці), Мамонтов був заарештований за звинуваченням у розтраті грошей. Після звільнення під домашній арешт, Мамонтов продовжив керувати театром через посередників. Влітку 1900 року суд виправдав Мамонтова, але він став банкрутом. 
В 1900—1901 роках Опера працювала офіційно як товариство, А насправді як приватна компанія під керуванням Клавдії Вінтер та Михайла Іпполітова-Іванова з епізодичною участю Мамонтова. Після 1901 року Мамонтов не займається справами цього театру, але влітку 1903 року організував оперу в театрі «Ермітаж». 
Товариство було розпущено в кінці сезону 1903—1904 року, велика частина трупи влилася в Оперу Зіміна, яка продовжувала ставити вистави до 1917 року, переважно в будівлі театру Солодовникова. Деякі спектаклі Приватної російської опери були відновлені Зіміним з використанням колишніх декорацій та костюмів. Сам Зімін розглядав свій театр як наступника мамонтовської опери та починав відлік історії з 1885 року.